# سگ‌های جنگ
سگ‌های جنگ (به انگلیسی: The Dogs of War) آهنگی از آلبوم لغزش آنی در عقل گروه موسیقی پراگرسیو راک انگلیسی پینک فلوید است که در سال ۱۹۸۷ منتشر شد.
این آهنگ به عنوان آهنگِ پُشتِ سومین تک‌آهنگ این آلبوم در ایالات متحده آمریکا («یک لغزش») نیز منتشر شده‌است.
در اجراهای زنده این آهنگ بسط داده می‌شد و در قیاس با نسخهٔ استودیویی بلندتر است. موزیک ویدئوی این آهنگ توسط استورم تورجرسن کارگردانی شده‌است.

## دست‌اندرکاران
- دیوید گیلمور - خواننده، گیتار
- نیک میسن - درام، ساز کوبه‌ای
- ریچارد رایت - ارگ و سینث‌سایزر

همراه با:
- گای پرت - بیس
- تیم رنویک - ریتم گیتار
- جان کرین - کیبرد و افکت‌ها
- گری والیس - ساز کوبه‌ای
- اسکات پیج - ساکسوفون